# مارک ریپر
مارک ریپر (انگلیسی: Marc Rieper؛ زادهٔ ۵ ژوئن ۱۹۶۸) یک بازیکن فوتبال اهل دانمارک است.
از باشگاه‌هایی که در آن بازی کرده‌است می‌توان به سلتیک، وستهام یونایتد، و باشگاه ورزشی آرهوس اشاره کرد.
وی همچنین در تیم ملی فوتبال دانمارک بازی کرده‌است.